# Salisu Yusuf
Salisu Yusuf, né en 1962 à Zaria dans État de Kaduna au Nigeria, est un entraîneur de football professionnel nigérian et ancien joueur. Il était l'entraîneur en chef de l'équipe nationale de football du Nigeria,,,.

## Carrière

### Carrière de joueur
Yusuf a passé toute sa carrière de joueur dans la Ligue nigériane et a représenté le Nigeria aux niveaux junior et senior. Il a commencé sa carrière de joueur en tant que milieu de terrain pour l'ABU Football Club avant de jouer pour plusieurs autres clubs de football nigérians, dont Ranchers Bees et El-Kanemi Warriors.

### Carrière d'entraîneur
Yusuf a commencé sa carrière d’entraîneur professionnel en 2002 en tant qu'entraîneur-chef de Nasarawa United, équipe de la Ligue de football professionnel du Nigéria, avant de rejoindre les Lobi Stars en tant qu'entraîneur adjoint et de les aider à remporter la National Challenge Cup (maintenant la FA Cup nigériane) en 2003. Il a ensuite rejoint le Dolphins FC où il a travaillé comme entraîneur adjoint jusqu'en 2008, date à laquelle il a rejoint Kano Pillars en tant qu'entraîneur en chef et les a finalement menés à  la victoire de la Premier League nigériane en 2008.
En 2009, la Fédération nigériane de football a employé Yusuf comme entraîneur adjoint de Samson Siasia, qui était l'entraîneur en chef de l'équipe nationale de football du Nigeria. Yusuf travaillait toujours avec Siasia lorsque Kano Pillars l'a nommé conseiller technique en 2010, une décision qui a permis au club de se qualifier pour la Ligue des champions de la CAF 2010. En novembre 2012, il a rejoint Enyimba où il a remplacé Austin Eguavoen en tant que conseiller technique et les a guidés pour remporter le trophée de la Coupe de la Fédération 2013,,.
Après avoir quitté l'Enyimba Football Club, Yusuf a rejoint les El-Kanemi Warriors en tant que conseiller technique avant de devenir entraîneur adjoint de Stephen Keshi, qui était entraîneur-chef de l'équipe senior de football du Nigeria,. Le 24 octobre 2016, il a été officiellement nommé par la Fédération nigériane de football comme entraîneur en chef de l'équipe nationale de football du Nigeria,.
Le 24 juillet 2018, Salisu Yusuf a été vu en train d'accepter un cadeau en espèces dans une vidéo diffusée par BBC Africa Eye à la suite d'une série d'enquêtes sur l'état du football en Afrique. Yusuf aurait accepté un pot-de-vin après que deux journalistes d'investigation l'ont approché pour inclure deux footballeurs dans son équipe pour le Championnat d'Afrique 2018 (CHAN). La BBC a toutefois déclaré dans le documentaire qu'il n'y avait aucune preuve que l'argent reçu par Salisu Yusuf ait affecté les décisions qu'il avait prises lors du processus de sélection des joueurs. Salisu Yusuf a par la suite nié tout acte répréhensible, déclarant que l'incitation n'avait pas affecté sa décision d'aligner les joueurs.
En novembre 2019, il devient entraîneur des Rangers International.
En décembre 2021, il a été dévoilé en tant qu'entraîneur du Kano Pillars et est devenu entraîneur du Kano Pillars FC.

## Honneurs
- Coupe du Nigeria : 2003, 2013
- Première Ligue nigériane : 2008